# Haiducii din Rio Frio (film din 1956)
Haiducii din Rio Frio  (titlul original: în spaniolă Los Bandidos de Río Frío) este un film dramatic de western mexican, realizat în 1956 de regizorul Rogelio A. González, 
după romanul omonim a scriitorului Manuel Payno, protagoniști fiind actorii Luis Aguilar, César del Campo, Dagoberto Rodríguez, Rita Macedo, Fernando Soto . 
Deoarece romanul lui Payno este destul de extins, acest film s-a bazat doar pe povestea de dragoste a lui Juan Robreño și Mariana de Sauz, care are loc la sfârșitul secolului XIX. Regizorul a filmat aproape simultan continuarea filmului, intitulat Pies de Gato, lansat în 1957. 

## Conținut
Mariana, frumoasa fiică a lui Don Juan, contele de Sauz este îndrăgostită de căpitanul Juan Robreño, fiul administratorului moșiei contelui. Contele se opune vehement acestei iubiri pentru Juan Robreño, deoarece intenționează să o căsătorească cu marchizul de Valle Alegre. Pentru dragostea care îi unește, Juan îi face cadou un lănțșor cu medalion a cărui pereche care se completează, o va purta el. Din dragostea lor, se naște în curând un băiețel. La primirea veștii că are un băiat, căpitanul Juan părăsește în grabă garnizoana, bucuros să-și vadă copilul. Deoarece contele, fără să știe ceva de copil, vrea să o ia pe Mariana într-o călătorie în Spania, cei doi  hotărăsc ca Juan să ducă copilul pentru îngrijire la mătușa lui, Tia Panchita, iar Mariana la despărțire, pune medalionul ei la gâtul copilului. 
Din nefericire, la întoarcerea la garnizoană, Juan găsește toată trupa ucisă. Mariana, care o avea alături pe fidela doică Agustina, află din ziar despre atacul bandei rebelului Valentin Cruz asupra militarilor și despre Juan care din acest motiv a dezertat. Juan care oricum voia să plece din armată să devină fermier, acum este obligat să devină un bandit ca Chucho el Roto sau Robin Hood, care îi ajută pe săraci. Juan adoptă numele lui Rubén Cataño, Pies de Gato pentru a-și ascunde adevărata identitate. Începe cu câțiva oameni să atace diligențele, luând banii și bijuteriile de la călătorii bogați, să ajute pe oamenii și familiile sărace.
Între timp, băiețelul lui Juan a împlinit doi ani. Mătușa fiind bolnavă, îngrijitoarea tânără îl duce cu ea la cumpărături, dar lăsându-l nesupravegheat, acesta se cațără pe căruța cu zarzavat al unui țăran care beat fiind, nu-l observă doar când copilul a început să plângă. Neștiind al cui este, îl abandonează pe marginea drumului, dar două femei trecând pe acolo și făcându-i-se milă de el, una din ele îl ia și îl crește. Când Marcos ajunge adolescent, este luat ca ucenic de Evaristo...  

## Distribuție
- Luis Aguilar – Juan Robreño
- Rita Macedo – Mariana del Sauz
- José María Linares Rivas – Don Juan, contele de Sauz
- César del Campo – Fernando de los Monteros, Marqués de Valle Alegre
- Dagoberto Rodríguez – Evaristo, tâmplar
- Fernando Soto – Hilario
- Prudencia Grifell – Agustina
- Miguel Ángel Ferriz – tatăl lui Juan
- Alfredo Varela –  Crisanto Lamparilla
- Víctor Velázquez – colonelul Barinelli
- Ernesto Finance – președintele
- Georgina Barragán – Doña Cecilia
- Lupe Inclán – o îngrijitoare
- Enriqueta Reza – o îngrijitoare
- Enedina Díaz de León – Panchita, mătușa lui Juan
- Inés Murillo – vecina lui Panchita
- Berta Cervera – Tule, menajera căsătorită cu Evaristo
- Rogelio Fernández – Emperador (militar)
- Manuel Vergara – José, chiorul
- Carmen Manzano – Pantaleona, camerista Ceciliei
- José Chávez – băcanul
- Gregorio Acosta – José, cel înalt
- Julio Ahuet – vizitiul
- Daniel Arroyo – bărbatul agresat
- Victorio Blanco – țăranul bătrân
- Guillermo Bravo Sosa – bețivul
- Rosa María Montes – cântăreața de operă
- Vicente Lara – José
- Francisco Pando – Celso Barajas
- Nicolás Rodríguez hijo – Marcos, adolescent (nemenționat)
- Fernando Casanova – Marcos, adult
- José Pardavé

## Critici
Deși filmul este depărtat de subiectul romanului, acesta a reușit să aibă succes datorită popularității lui Luis Aguilar și al Ritei Macedo. 